# Takács Miklós (régész)
Takács Miklós (Újvidék, 1960. augusztus 5.) régész.

## Élete
1979-ben a Radnóti Miklós Gimnáziumban érettségizett. 1979–1984 között az ELTE Bölcsészettudományi Kar régészet szakán végzett, 1985-ben diplomázott. Egyetemi hallgatóként az Eötvös Collegium tagja volt. 1988-ban doktorált. 1992-ben lett az MTA Régészeti Intézetének tudományos munkatársa, 1995-től tudományos főmunkatárs. 1995-től a történelemtudomány kandidátusa. 2009 óta tagja az MTA Régészeti Bizottságának. 2009-2012 között a Magyar Bizantinológiai Társaság titkára volt. 2014-től az MTA doktora.
1985–től Magyar Régészeti és Művészettörténeti Társulat tagja. 2003-tól a Ruralia nevű európai régészeti falukutató munkaközösség vezetőségi tagja, 2007-től a Ruralia titkára. 2006-tól a Magyar Régész Szövetség alapító tagja. Kutatási területei a középkori falu régészete, középkori magyarországi edényművesség és a Balkán-félsziget középkori régészete.
Feltárásokat végzett többek között Győrszentivánon, Lébényen és Ménfőcsanakon.

## Művei
- 1986 Die arpadenzeitlichen Tonkessel im Karpatenbecken. Budapest
- 1989 A bélakúti/péterváradi ciszterci monostor; Forum, Újvidék, (Kövek)
- 1991 A Kárpát-medence, az Alpok délkeleti része és a Balkán-félsziget kapcsolatai a 7–9. században. A jugoszláviai kutatások újabb eredményei. In: Lőrinczy Gábor (szerk.): A népvándorláskor fiatal kutatóinak szentesi találkozóján elhangzott előadások. MFMÉ 1984-85/ 2, 503–528.
- 1991 Sächsische Bergleute im mittelalterlichen Serbien und die "sächsische Kirche" von Novo Brdo. Südost-Forschungen 50, 31–60.
- 1993 Árpád-kori települési objektumok Kajárpéc-Pokolfa-dombon. Com. Arch. Hung. 1993 201–226.
- 1993 Falusi lakóházak és egyéb építmények a Kisalföldön a 10–16. században (Kutatási eredmények és további feladatok.) In: Perger Gyula – Cseri Miklós (szerk.): A Kisalföld népi építészete. Szentendre–Győr, 7–53.
- 1995 A 10–14. századi falvak régészeti feltárása a Kisalföldön (Kutatástörténet és perspektívák). Győri Tanulmányok 16, 5–50.
- 1996 Honfoglalás- és kora Árpád-kori telepfeltárások az M1 autópálya nyugat-magyarországi szakaszán In: Wolf Mária – Révész László (szerk.): A magyar honfoglalás korának régészeti emlékei. Miskolc, 197–217.
- 1996 Formschatz und exaktere Chronologie der Tongefässe des 10–14. Jahrhunderts der Kleinen Tiefebene. Acta Arch. Hung. 48, 135–195.
- 1996 Veszprém megye 10-11. századi kerámiája. Pápai Múzeumi Értesítő 6, 329–351.
- 1997 A 10. századi magyar - szláv viszonyról és a honfoglaló magyarok életmódjáról (Néhány megjegyzés Kristó Gyula: A magyar állam megszületése. Szeged 1995. c. könyvéről.). Századok 131/1, 168–215.
- 1997 A magyar honfoglalás- és kora Árpád-kori edényművesség térképészeti vonatkozásai. In: Makkay János – Kobály József (szerk.): Honfoglalás és Árpád-kor. A Verecke híres útján tudományos konferencia anyagai. Ungvár, 69–103.
- 1999 Lakóház-rekonstrukciók az Árpád-kori telepkutatásban (Tudománytörténeti áttekintés). In: Bencze Z. – Gyulai F. – Sabján T. – Takács M.: Egy Árpád-kori veremház feltárása és rekonstrukciója. Budapest, 93–129.
- 2013 Gondolatok a keresztet alaprajzukban, illetve térszerkezetükben megjelenítő templomokról, különös tekintettel néhány, a közelmúltban feltárt, Kárpát-medencei, korai középkori emlékre. Marisia 33, 75-135.
- 2013 A honfoglaló magyar szállásterület déli kiterjedése. In: Révész László - Wolf Mária (szerk.): A honfoglalás kor kutatásának legújabb eredményei - Tanulmányok Kovács László 70. születésnapjára. Szeged, 641-666.
- 2014 A magyarországi, 11. századi, ortodox monostortemplomok térszerkezete. In: A Kárpát-medence, a magyarság és Bizánc. Szeged, 295-323.
- 2014 Die ungarische Staatsgründung als Modellwechsel und/oder möglicher Akkukturationsprozess - Die Aussagekraft der archäologischen Funde und Befunde. In: Härtel R (szerk.): Akkulturation im Mittelalter. Ostfildern, 165-205.
- 2015 A medium regni falusias településeinek anyagi kultúrája az Árpád- és Anjou-korban. In: Benkő Elek - Orosz Krisztina (szerk.): In medio regni Hungariae. Régészeti, művészettörténeti és történeti kutatások "az ország közepén". Budapest, 171-190.
- Beatus homo qui invenit sapientiam. Ünnepi kötet Tomka Péter 75. születésnapjára; szerk. Csécs Teréz, Takács Miklós; Lekri Group Kft., Győr–Rábapatona, 2016